# Summit Township (comté de Clay, Iowa)
Pour les articles homonymes, voir Summit Township.
Summit Township est un township du comté de Clay, situé en Iowa, États-Unis. La population était de 452 habitants lors du recensement de 2000.

## Géographie
Summit Township couvre 91,43 km² du comté de Clay et comporte une ville, Fostoria. Selon l'USGS, ce township contient un cimetière : Evergreen.